# Profession du père
Pour plus de détails, voir Fiche technique et Distribution.
Profession du père est une comédie dramatique française réalisée par Jean-Pierre Améris, sortie en 2020.

## Synopsis
En 1961, le jeune Émile, 11 ans, vit entre l'école et la maison, aux côtés de sa mère et de son père. Celui-ci est son héros. Et pour cause, il est un jour parachutiste, l'autre ceinture noire de judo, espion, ou encore fondateur et ténor des Compagnons de la chanson. Avec son père, ils vont se lancer dans la résistance pour le compte de l'OAS. De multiples missions vont être confiées à l'enfant pour lutter contre l'indépendance de l'Algérie, et ce, jusqu'au projet d'assassinat du général de Gaulle.

## Fiche technique
- Titre : Profession du père
- Réalisation : Jean-Pierre Améris
- Scénario : Jean-Pierre Améris et Murielle Magellan, d'après le roman homonyme de Sorj Chalandon (2015)[1]
- Musique : Quentin Sirjacq
- Décors : Pascaline Pitiot
- Costumes : Emmanuelle Youchnovski
- Photographie : Pierre Milon
- Son : Henri Morelle
- Montage : Anne Souriau
- Production : Olivier Delbosc
- Sociétés de production : Curiosa Films ; France 3 Cinéma, Auvergne-Rhône-Alpes Cinéma, Belga Productions (coproduction) ; SOFICA Cinéaxe 2019, Manon 10 (en association avec)
- Société de distribution : Ad Vitam
- Pays de production :  France
- Langue originale : français
- Format : couleur
- Genre : comédie dramatique
- Durée : 105 minutes
- Dates de sortie : 
  - France : 1er septembre 2020 (Festival du film francophone d'Angoulême)[1], 28 juillet 2021 (en salles)
  - Belgique, Suisse romande[2],[3] : 28 juillet 2021
  - Québec : 12 novembre 2021

## Distribution
- Benoît Poelvoorde : André Choulans
- Audrey Dana : Denise Choulans
- Jules Lefebvre : Émile Choulans
- Tom Levy : Luca Biglioni
- Nicolas Bridet : Émile Choulans adulte
- Laurent Maurel : Vaujours

## Production

### Tournage
Le tournage a eu lieu de début juin à mi-juillet 2019 à Lyon (Presqu'île, Vieux Lyon, etc.) et dans l'Ain.

## Musiques
Le soir du jour de l'An, ces 2 chansons passent à la télévision:
- C'est l'piston par Bourvil.
- Mémère par Michel Simon